# سونغيوان
سونغيوان (بالصينية: 松原市 )‏ هي مدينة على مستوى محافظة، في جمهورية الصين الشعبية، تتبع جيلين، تبلغ مساحتها 22,034 كيلومتر مربع، رمزها البريدي هو 138000.

## المناخ
يظهر الجدول التالي التغييرات المناخية على مدار السنة لسونغيوان:
| البيانات المناخية لـسونغيوان       | البيانات المناخية لـسونغيوان | البيانات المناخية لـسونغيوان | البيانات المناخية لـسونغيوان | البيانات المناخية لـسونغيوان | البيانات المناخية لـسونغيوان | البيانات المناخية لـسونغيوان | البيانات المناخية لـسونغيوان | البيانات المناخية لـسونغيوان | البيانات المناخية لـسونغيوان | البيانات المناخية لـسونغيوان | البيانات المناخية لـسونغيوان | البيانات المناخية لـسونغيوان | البيانات المناخية لـسونغيوان |
| الشهر                              | يناير                        | فبراير                       | مارس                         | أبريل                        | مايو                         | يونيو                        | يوليو                        | أغسطس                        | سبتمبر                       | أكتوبر                       | نوفمبر                       | ديسمبر                       | المعدل السنوي                |
| ---------------------------------- | ---------------------------- | ---------------------------- | ---------------------------- | ---------------------------- | ---------------------------- | ---------------------------- | ---------------------------- | ---------------------------- | ---------------------------- | ---------------------------- | ---------------------------- | ---------------------------- | ---------------------------- |
| الدرجة القصوى °م (°ف)              | 5.0 (41.0)                   | 14.9 (58.8)                  | 20.4 (68.7)                  | 29.3 (84.7)                  | 35.7 (96.3)                  | 36.5 (97.7)                  | 36.4 (97.5)                  | 36.2 (97.2)                  | 31.2 (88.2)                  | 27.1 (80.8)                  | 19.0 (66.2)                  | 10.6 (51.1)                  | 36.5 (97.7)                  |
| متوسط درجة الحرارة الكبرى °م (°ف)  | −9.3 (15.3)                  | −4.3 (24.3)                  | 3.9 (39.0)                   | 14.4 (57.9)                  | 21.8 (71.2)                  | 26.6 (79.9)                  | 28.2 (82.8)                  | 27.0 (80.6)                  | 21.6 (70.9)                  | 13.1 (55.6)                  | 1.7 (35.1)                   | −6.8 (19.8)                  | 11.5 (52.7)                  |
| المتوسط اليومي °م (°ف)             | −15.5 (4.1)                  | −10.9 (12.4)                 | −2.2 (28.0)                  | 7.9 (46.2)                   | 15.4 (59.7)                  | 20.9 (69.6)                  | 23.5 (74.3)                  | 21.8 (71.2)                  | 15.5 (59.9)                  | 6.7 (44.1)                   | −4.0 (24.8)                  | −12.5 (9.5)                  | 5.6 (42.0)                   |
| متوسط درجة الحرارة الصغرى °م (°ف)  | −20.6 (−5.1)                 | −16.5 (2.3)                  | −8.2 (17.2)                  | 1.5 (34.7)                   | 9.0 (48.2)                   | 15.4 (59.7)                  | 19.2 (66.6)                  | 17.2 (63.0)                  | 9.9 (49.8)                   | 1.3 (34.3)                   | −8.7 (16.3)                  | −17.1 (1.2)                  | 0.2 (32.4)                   |
| أدنى درجة حرارة °م (°ف)            | −33.2 (−27.8)                | −31.5 (−24.7)                | −24.2 (−11.6)                | −12.0 (10.4)                 | −4.3 (24.3)                  | 4.4 (39.9)                   | 10.0 (50.0)                  | 7.7 (45.9)                   | −1.2 (29.8)                  | −13.5 (7.7)                  | −24.9 (−12.8)                | −32.2 (−26.0)                | −33.2 (−27.8)                |
| الهطول مم (إنش)                    | 1.6 (0.06)                   | 2.7 (0.11)                   | 9.4 (0.37)                   | 16.3 (0.64)                  | 40.1 (1.58)                  | 71.6 (2.82)                  | 137.3 (5.41)                 | 97.0 (3.82)                  | 39.2 (1.54)                  | 21.8 (0.86)                  | 6.2 (0.24)                   | 3.0 (0.12)                   | 446.2 (17.57)                |
| متوسط أيام هطول الأمطار (≥ 0.1 mm) | 2.4                          | 2.8                          | 3.8                          | 5.6                          | 8.4                          | 12.0                         | 13.4                         | 11.0                         | 7.9                          | 5.1                          | 3.8                          | 3.4                          | 79.6                         |
| المصدر: Weather.com.cn             |                              |                              |                              |                              |                              |                              |                              |                              |                              |                              |                              |                              |                              |

## التقسيمات الإدارية
- Ningjiang, Songyuan [الإنجليزية]‏
- Qian Gorlos Mongol Autonomous County [الإنجليزية]‏
- Changling County [الإنجليزية]‏
- Qian'an County [الإنجليزية]‏
- Fuyu, Jilin [الإنجليزية]‏.